# Joan Bertomeu i Bertomeu
Joan Bertomeu i Bertomeu (Deltebre, 18 de setembre de 1954) és un polític català, diputat al Congrés dels Diputats en la VII i X legislatures i al Parlament de Catalunya en la VII i VIII legislatures.
Ha treballat com a assessor fiscal i d'assegurances a Bertomeu i Santiago, Assessors, SL. Des de 1983 és militant del Partit Popular.
Fou escollit regidor de l'Ajuntament de Deltebre (1991-1995 i del 2000 ençà) i en fou nomenat alcalde després de les eleccions municipals espanyoles de 1995. Ha estat també vicepresident de la Federació de Municipis de Catalunya (1995-2003) i president del Consell Comarcal del Baix Ebre (1999-2003).
A les eleccions generals espanyoles de 2000 fou elegit diputat del PP per la província de Tarragona, i de 2000 a 2003 fou portaveu adjunt de la Comissió d'Agricultura, Ramaderia i Pesca. En 2003 renuncià a l'escó quan fou elegit diputat a les eleccions al Parlament de Catalunya de 2003, revalidant l'escó en les de 2006. De 2003 a 2006 fou president de la Comissió d'Estudi de la Situació de la Pesca a Catalunya, i en fou membre de 2006 a 2010.
Fou novament elegit diputat per Tarragona a les eleccions generals espanyoles de 2011, ha estat portaveu adjunt de la Comissió Mixta de Relacions amb el Defensor del Poble del Congrés dels Diputats.